# 자연주의 (연극)

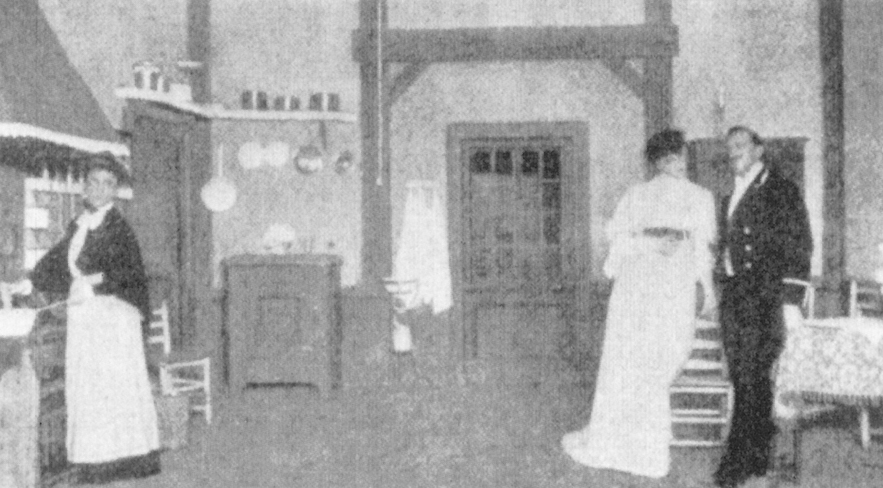
아우구스트 스트린드베리의 1888년 자연주의 연극 작품 미스 줄리가 최초로 상연될 당시의 사진(1906년 11월 대중 극장)

연극에서 자연주의(自然主義, 영어: naturalism)는 19세기 말과 20세기 초(1900년~1914년)에 걸쳐 발전하였다. 그것은 극적 영역을 통해 실재의 완벽한 환영(幻影)을 창조하고자 시도하는 연극을 가리킨다. 이러한 연극 무대에서 우리는 우리가 평소에 눈으로 보는 현실과 거의 흡사한 모습을 본다. “사실적”이라는 표현은 관객이 보는 인물, 장소, 사건을 이루는 연극 요소에 적용된다. 이것은 찰스 다윈이 말한 환경의 역할이, 인간을 다룬 연극에 반영된 것이다. 구체적인 내용을 말하면 다음과 같다. 우리가 경험하는 것과 같은 3차원적인 무대 장치를 설치하며, 일상에서 사용하는 구어체를 대사로 쓰고(시보다는 산문과 유사함), 세속적인 세계관을 담고 있으며(유령이나 영혼이나 잡귀들이 인간의 행동에 개입하지 않는다), 주체에 배타적인 초점을 맞추는데 현재적이고 고유의 인간적인 모습을 그려낸다(이국적인 모습이나 다른 세계의 모습, 환상적인 장면, 역사적이지 않고 신화시대에 해당하는 모습 등등은 없다.). 연극에 등장하는 인물의 사회적인 계층도 과거에 비해 크게 확대된다. 고전극에 나오는 귀족, 왕자, 공주와는 거리가 멀어지고, 중산층에 해당하는 사람에서 시작하여 결국 노동자 계층이 주인공으로 등장하기도 한다. 그리고 연기 스타일은 실제 상황이 불러일으키는 감정을 다시 재창조해 내는 시도를 하는 쪽으로 변화해 간다. 때때로 이러한 스타일의 연기는, 역할과의 완벽한 동일시를 추구하고, 주어진 환경에 관한 이해를 중시한다. 이와 관련된 새로운 연기법은 다윈주의의 영향이 연극에서 드러난 것이며, 스타니슬랍스키가 이 연기법의 형성과 발전에 공헌하였다.

### 자연주의적 연극에 대한 비평

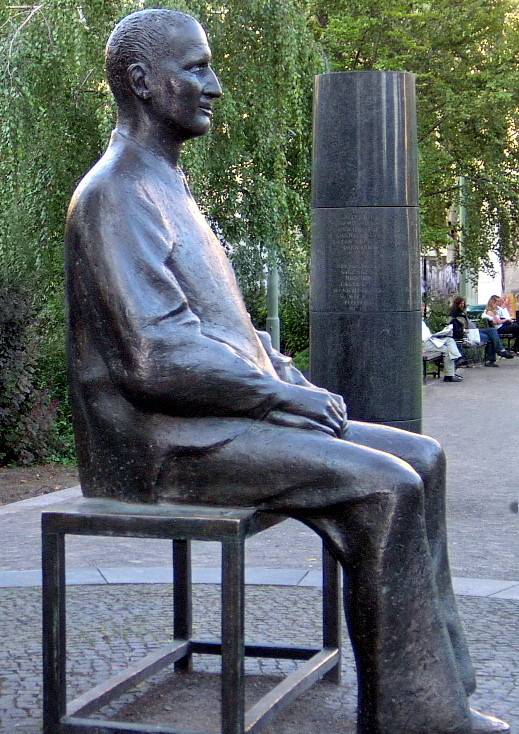
베르톨트 브레히트 동상

자연주의적 연극은 20세기에 들어서 배우이며 연출가이자 작가로서 활동하는, 연극인(Theatre practitioner)의 모든 주역에게 비판 받았다. 예를 들어 베르톨트 브레히트는 겉으로 드러난 모습 밑에 있는 것을 결정하는 것에 주목하는, 진정한 초점에 도달하기 위해서, 실재의 겉모양이 그려내는 환상을 찔러서 구멍 내 버려야 한다고 주장했다. 그는 자연주의적인 연극이 관객을 ‘허구’에 몰입하도록 고무시키는 것 대신에, 연극이 직면한 것 이면에 담긴 사실과 문제점을 명확히 나누어 생각할 수 있도록 되풀이하여 깨우치려고 했다. 그러나 그의 접근 방식은 자연주의로부터 시작된 비판적인 기획을 한층 발전시켰다. 그것은 근대적인 사실주의(Modernist realism)의 형태이다. 또한 일부 연극 예술가는 사실주의적인 한계를 넘어서서, 좀 더 연극다운 표현, “열린 무대, 무대 장치의 최소화, 소도구, 조명 효과, 어떤 형식을 갖춘 소리나 움직임, 관객의 참여까지” 시도하였다.

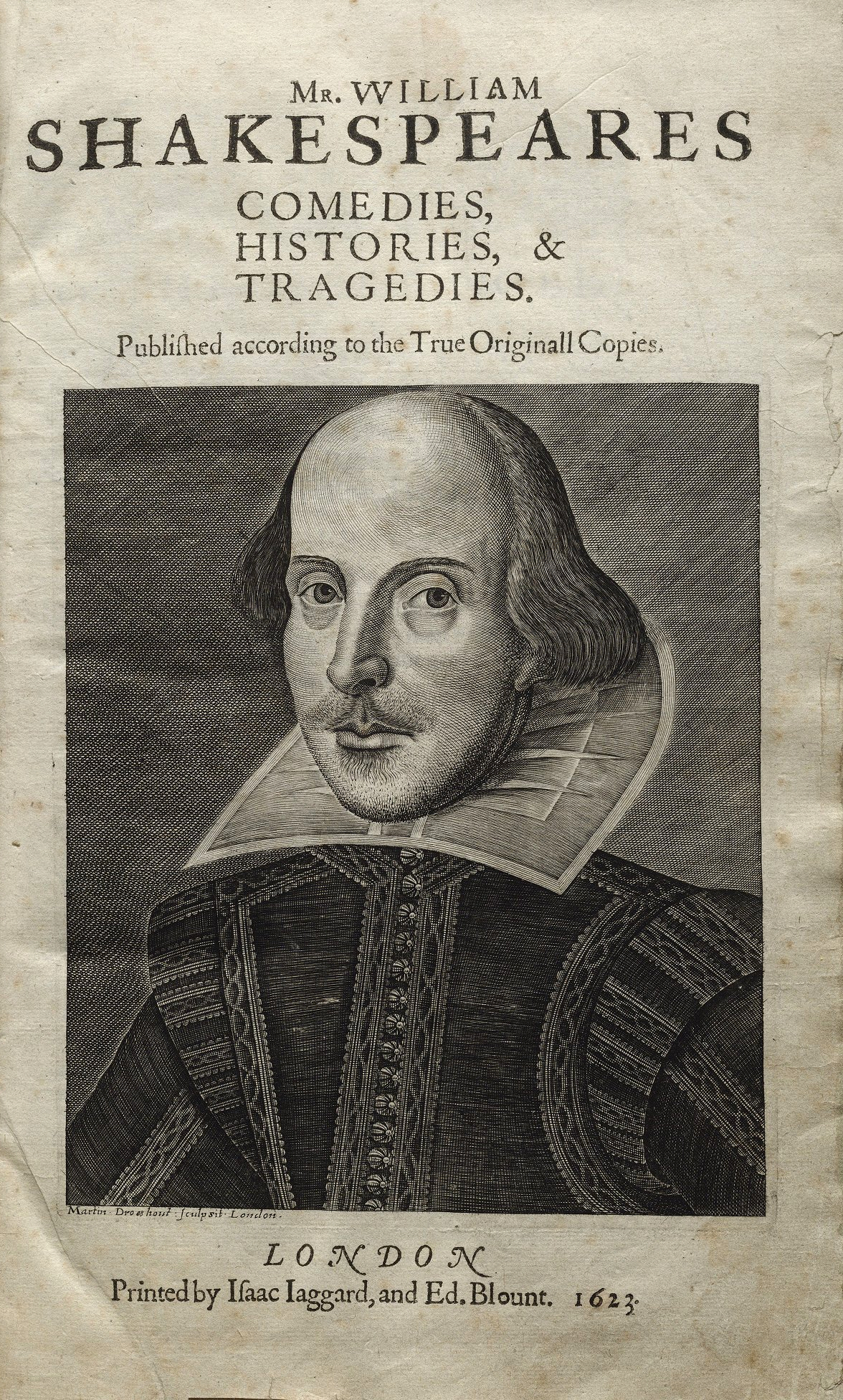
셰익스피어의 책 표지

자연주의적인 연극은 때때로 다른 스타일의 희곡을 공연하기에는 부적합하였다. 특히 오래된 형태들과 또한 여러 20세기에 창작된 자연주의 계열이 아닌 희곡이 그 예이다. 구체적인 예로 셰익스피어의 작품들은, 그 대사가 지닌 일정한 리듬의 하부 구조에 대한 엄밀한 주의를 요구하고, 자주 길고 복잡한 어구가 나타난다. 자연주의적인 배우들은 그런 것을 신경 쓰지 않고, 현대극에서 하듯이 좀 더 짧게 대사를 수정하여 구사한다. 그런 구사는 청중이 대사를 이해하는 과정에 도움을 주는, 대사의 리듬을 파괴한다. 게다가 셰익스피어의 연극은, 연기자가 맡은 배역을 통해서 관객과 자연스럽고 직접적이며 종종 새로워지는 “접촉”을 의도하고 있다. 무대와 관객 사이를 가르는 보이지 않는 ‘제4의 벽’이 있음으로써, 연극은 셰익스피어의 극작술이 만들어 낸 연극 기법적이고 극적인 실재의 복잡한 층들을 독점한다. 그러한 좋은 예가 바로 《안토니우스와 클레오파트라》 제5막에서, 클레오파트라가 자신이 로마의 옥타비아누스 시저의 손에 당할 굴욕을 염두에 둘 때, 나오는 대사이다. 그 대사는 비꼬고 조롱하는 듯 모습을 과장되게 꾸미는 방식으로 그녀의 운명을 드러낸다.
| “ | 나는 매춘부의 모습으로 내 위대한 클레오파트라의 아들이 징징 울어대는 모습을 보게 될 거야. (And I shall see some squeaking Cleopatra boy my greatness in the posture of a whore.) | ” |
|   | — 셰익스피어, 《안토니우스와 클레오파트라》 제5막 |   |

이 대사를 연극에서 드레스를 입고 있는 소년이 말하는 것은 극의 흐름상 절대적으로 필요한 대목이다. 그렇지만 순수한 자연주의적인 방식에서 이 대사는 복잡하고 아무런 쓸모가 없는 것이다.

## 같이 보기
- 자연주의 (미술)
- 자연주의 (철학)
- 자연주의 (문학)